# Oronotus tricolor
Oronotus tricolor är en stekelart som först beskrevs av Cameron 1903.  Oronotus tricolor ingår i släktet Oronotus och familjen brokparasitsteklar. Inga underarter finns listade i Catalogue of Life.